# خارطة كاسيني

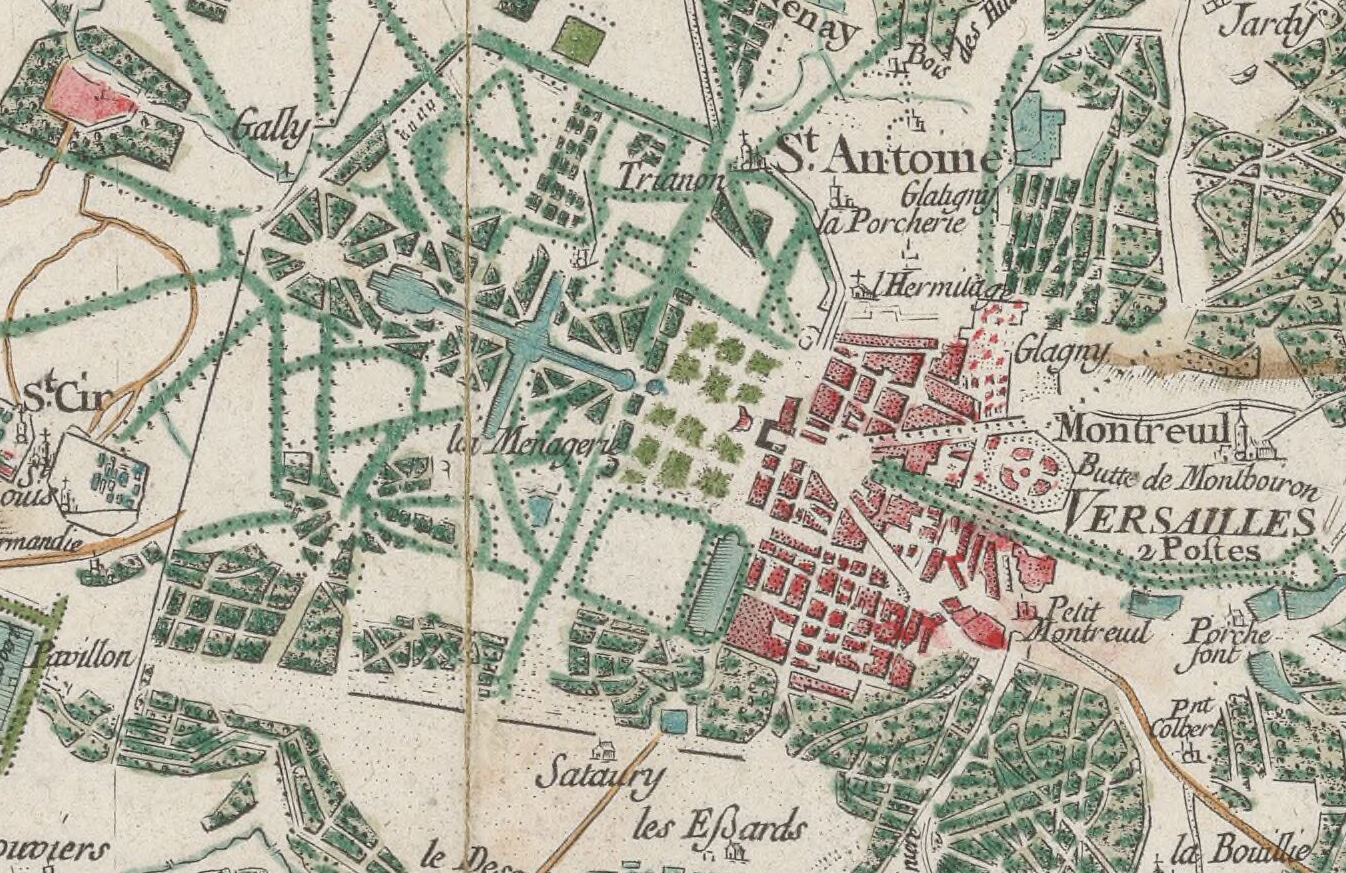
مقتبس من خارطة كاسيني مبينة حديقة فيرساي.

خارطة كاسيني (بالفرنسية: Carte de Cassini)‏ أو خارطة الأكاديمية هي أول خارطة هندسية رُسمت على مستوى مملكة فرنسا  كلها.
يُفضل أن تسمى بخارطة كاسيني بدلا عن خارطة الأكاديمية لأنها أُنشأت من طرف العائلة كاسيني، وبالأساس سيزار فرانسوا كاسيني دي ثوري (كاسيني الثالث) وابنه جون دومينيك كاسيني (كاسيني الرابع) في القرن الثامن عشر.
هذه الخريطة هي أول خريطة في التاريخ اعتمدت على تقنية التثليث.

## الأصول الأولى

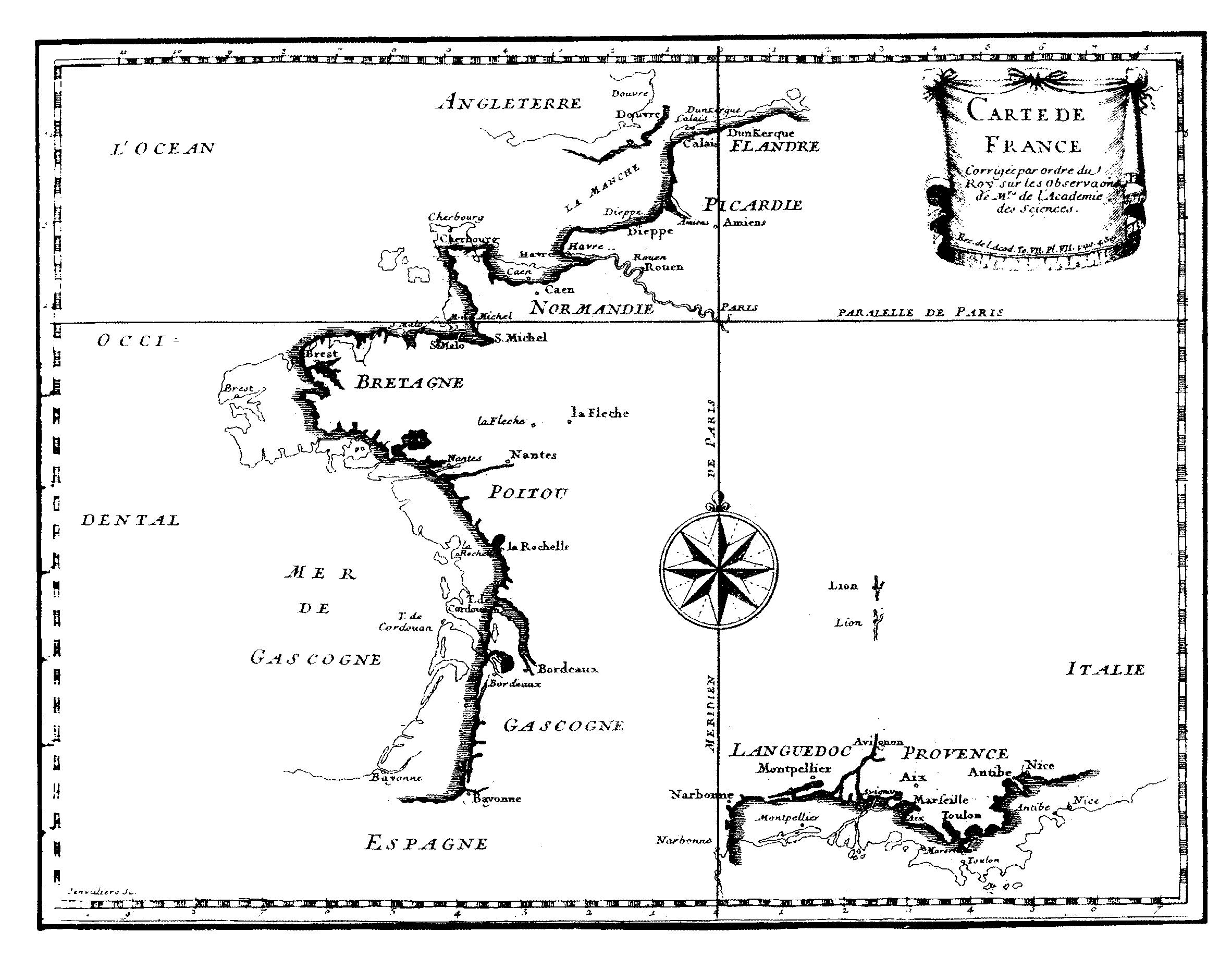
خريطة فرنسا مُصححة كما قدمت إلى أكاديمية العلوم عام 1682.

قد تجد خريطة كاسيني لفرنسا أصولها الأولى في عهد المك لويس الرابع عشر، اعتبارا لتأسيس الأكاديمية الفرنسية للعلوم من جهة، ولطموحات كولبير من جهة ثانية، فيما يتعلق بالجهاز البحري الفرنسي وبالحدود اللائي ينبغي الدفاع عنهن وبالجغرافيا غير الدقيقة للبلاد آنذاك.

## تثليث فرنسا

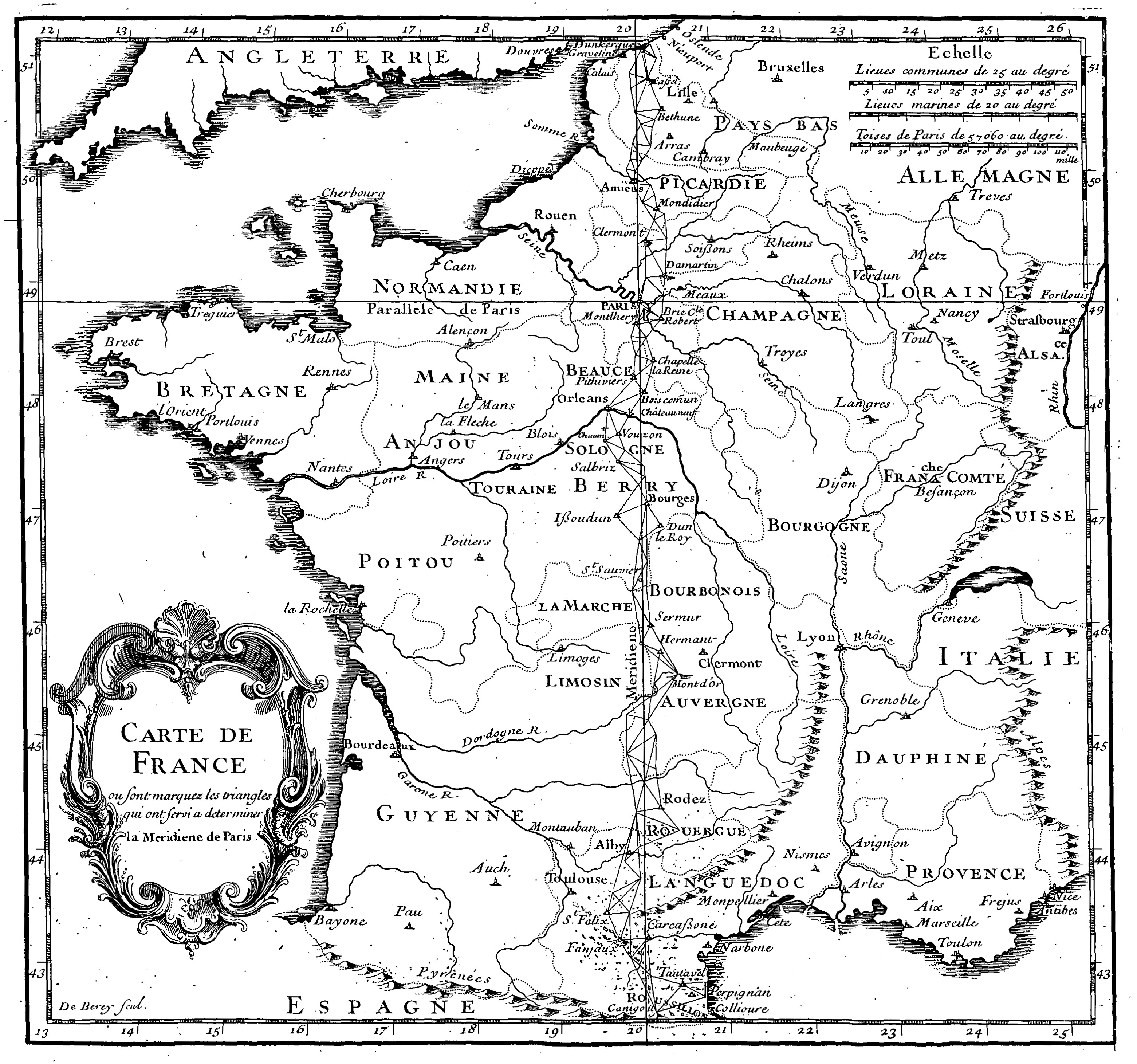
خط الطول المار عبر باريس، وخريطة فرنسا في عام 1718

## معرض صور

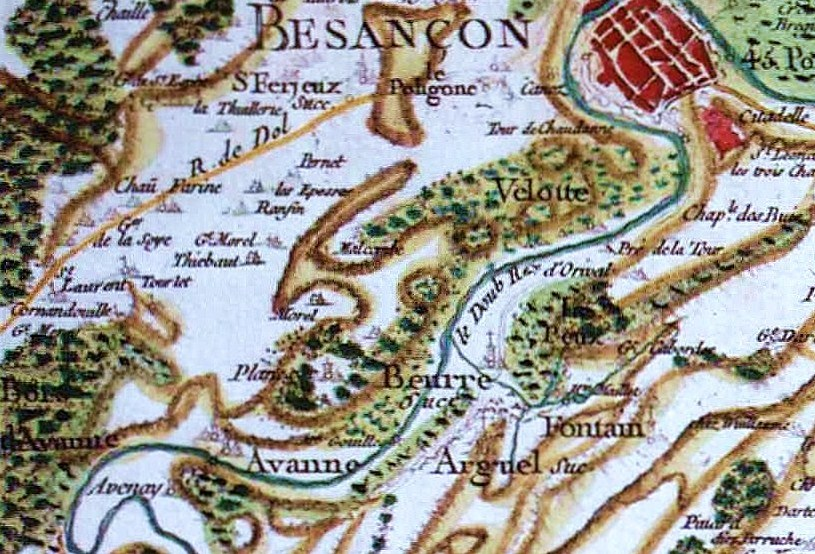
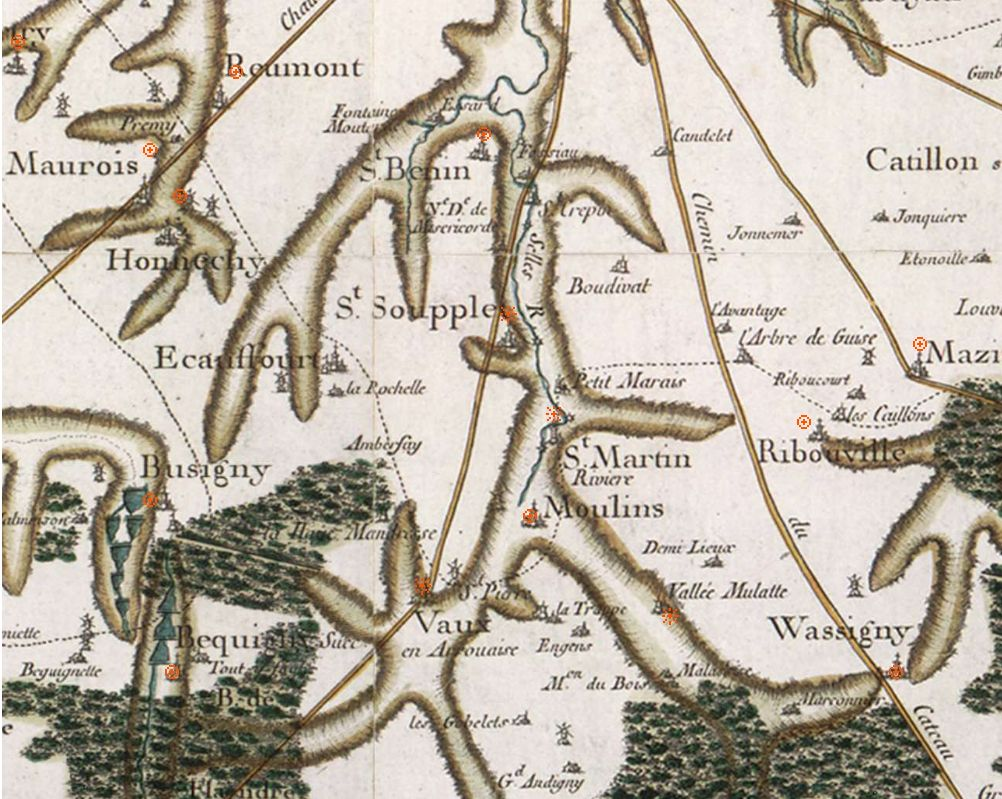
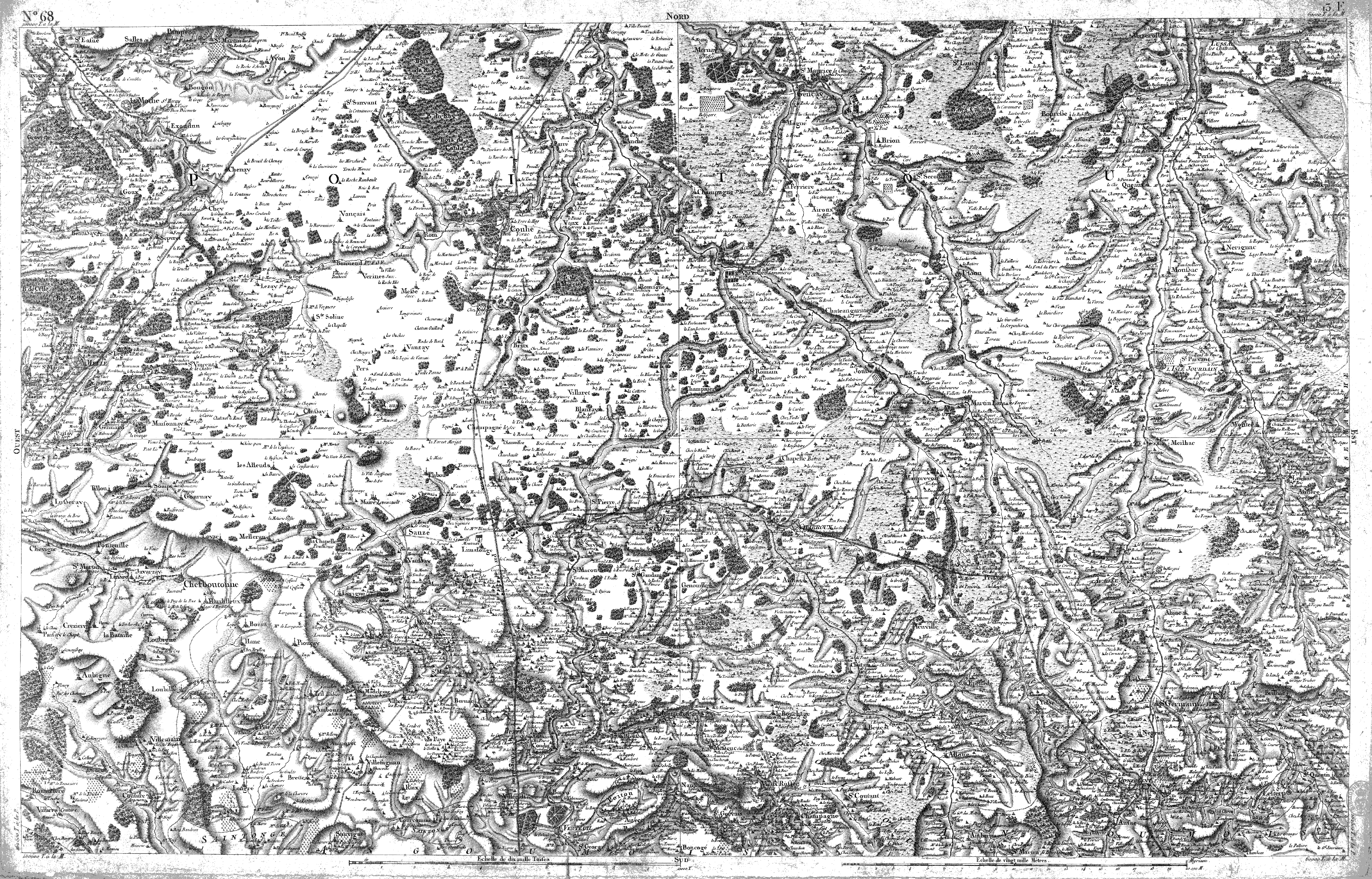